# Alfredo Bovet
Alfredo Bovet (* 5. Juni 1909 in Cully, Schweiz; † 18. Januar 1993 in Renens, Schweiz) war ein italienischer Radrennfahrer.
Alfredo Bovet war von 1930 bis 1946 Berufssportler. Der größte Erfolg seiner Laufbahn war der Sieg bei Mailand–Sanremo 1932.
1931 hatte Bovet schon die Coppa San Geo für sich entschieden. 1932 wurde er jeweils Zweiter bei Tre Valli Varesine und beim Grand Prix des Nations. 1933 gewann er die Katalonien-Rundfahrt sowie Tre Valli Varesine, wurde Zweiter bei Mailand-Sanremo und Dritter der italienischen Straßenmeisterschaft. Zudem belegte er den zweiten Platz bei der Bergwertung des Giro d’Italia und wurde Vierter der Gesamtwertung.  